# Rodrigue Jean
Rodrigue Jean est un scénariste, réalisateur et  producteur de cinéma canadien, né à Caraquet (Nouveau-Brunswick). D'origine acadienne, il a toutefois vécu une bonne partie de sa vie au Québec. Il a également été metteur en scène de théâtre, et précédemment danseur et chorégraphe

## Biographie
Tout en poursuivant des études universitaires, Rodrigue Jean développe dans les années 1980 une pratique de danseur et chorégraphe. En 1986, il se rend au Japon afin de suivre une formation avec Tanaka Min. En compagnie de Tedi Tafel (chorégraphie et interprétation), Jacques Perron (photographie) et Monique Jean (musique), il fonde la compagnie de danse Les Productions de l’Os en 1986. Une série de performances issues de cette collaboration mène, en 1990, à la réalisation de son premier court métrage chorégraphié, La déroute, "somptueux film de danse [...] en noir et blanc, véritable traversée du désert où des corps anonymes se heurtent, chutent et se fondent les uns dans les autres, fuient et s’ébattent dans des trous d’eau."
En 1995, il réalise le documentaire, La voix des rivières, sur les Acadiens du Nouveau-Brunswick, avec le soutien de l’Office National du Film en Acadie, ainsi que deux courts métrages, La mémoire de l’eau (1996), et L’Appel (1998).  
Rodrigue Jean réalise ensuite trois longs métrages primés dans plusieurs festivals : la trilogie acadienne de Full Blast (1999), Yellowknife (2001) et Lost Song (2008) lui valent la reconnaissance de la critique et l’imposent comme un réalisateur de premier plan. En 2005, avec le documentaire Extrême frontière, il célèbre l'œuvre du poète acadien Gérald Leblanc. 
Lors d’un séjour à Londres au début des années 1990, il fait des mises en scène de théâtre. Il anime également des ateliers vidéo à Streetwise Youth, un centre pour travailleur du sexe à Londres entre 1991 et 1998. Entre 2005 et 2007, après plusieurs décennies à tenter de réaliser ce projet, il réalise le documentaire Hommes à louer qui offre un portrait saisissant de travailleurs du sexe du centre-ville de Montréal. En 2009, il forme Épopée, groupe d’action en cinéma issu d'un processus de co-création avec les participants du film. Avec Épopée, il approfondit son engagement avec des travailleurs du sexe, en collaboration avec RÉZO,. 
L'œuvre collective, composée de tableaux variant entre documentaires et fictions, donne lieu à un site web, une installation, L’État des lieux (2012), et deux longs métrages, L’État du moment (2012), L’État du monde (2012). Creusant sa réflexion sur des formes de vie inédites, et en continuité avec Hommes à louer et Épopée, il réalise en 2014 L’Amour au temps de la guerre civile. 
Outre le projet sur la prostitution masculine, le collectif a été à l'origine de l'installation Fractions, présenté à la Cinémathèque québécoise en 2016, et composé du triptyque Insurgence (2013), Rupture (2016) et Contrepoint (2016), tous sur le mouvement politique et social québécois issu des grèves étudiantes de 2012 et 2015. Épopée a également travaillé sur l'incarcération massive des femmes autochtones au Canada par la réalisation de La réapparition de Sheri Pranteau (2018), une installation également sous forme de triptyque, qui fut présenté au Musée d'art de Joliette.  
Son dernier long-métrage de fiction, L’Acrobate, est sorti en salles en 2020.  
Naviguant entre le documentaire et la fiction, mêlant souvent les genres, et combinant éthique et esthétique, Rodrigue Jean développe une pratique cinématographique en donnant la parole à des personnes qui en sont souvent privées, ou en concevant des personnages livrés à leurs pulsions et leurs désirs. Par ces deux pratiques du cinéma, il examine et interroge les constructions identitaires et sexuelles qui se dressent contre les impératifs de toute forme de normativité. 

## Filmographie
- 1989 : La Déroute (court métrage)
- 1995 : La Voix des rivières (moyen métrage)
- 1996 : La Mémoire de l'eau (court métrage)
- 1997 : L'Appel (court métrage)
- 1999 : Full Blast
- 2002 : Yellowknife
- 2006 : L'Extrême Frontière, l'œuvre poétique de Gérald Leblanc (documentaire)
- 2008 : Lost Song
- 2009 : Hommes à louer
- 2014 : L'Amour au temps de la guerre civile
- 2019 : L'Acrobate

### Avec le groupeÉpopée
- 2012 : L'État du moment
- 2012 : L'État du monde
- 2013 : Insurgence
- 2016 : Rupture
- 2016 : Contrepoint

### Producteur
- 2002 : Yellowknife
- 2008 : Lost Song

### Scénariste
- 2002 : Yellowknife
- 2008 : Lost Song

### Acteur
- 1991 : Les Sauf-conduits

## Web
- 2010-2012 : Épopée - travailleurs du sexe - Groupe Épopée[6]

## Installations
- 2012 : L'État des lieux - Groupe Épopée
- 2016 : Fraction - Groupe Épopée
- 2018 : La Réapparition de Sheri Pranteau - Groupe Épopée

## Rétrospectives
- 2009 : Festival d'Avignon, France
- 2012 : Cinémathèque québécoise, Canada

## Mise en scène de théâtre
- 1991 : Wolf Boy de Brad Fraser
- 1992 : Antony and Cleopatra
- 1993 : The Ei (tiré de Pompes funèbres de Jean Genet)
- 1993 : Romeo and Juliet
- 1993 : Macbeth
- 1994 : The Eve (tiré de Pompes funèbres de Jean Genet)
- 2011 : Zoo 2011 avec Geatan Nadeau

## Chorégraphe et interprète
- 1985 : Horse
- 1985 : Sans-titre
- 1985 : Oh No
- 1985 : Duet for One man and One woman
- 1985 : Spirit 1
- 1986 : Étude 1
- 1986 : Spirit 11
- 1986 : Spirit 111
- 1987 : Études
- 1987 : Les Paroles de l’autre
- 1987 : Places Are the Only Things You Can Trust
- 1988 : Passages
- 1988 : Travail inintéressant

## Récompenses
- 1995 : Prix Téléfilm Canada du meilleur moyen métrage canadien au Festival international du cinéma francophone en Acadie (FICFA) pour La Voix des rivières
- 1996 : Prix du meilleur scénario au Atlantic Film Festival (en) d'Halifax pour La mémoire de l'eau
- 1996 : Prix du réalisateur le plus prometteur au Atlantic Film Festival d'Halifax pour La mémoire de l'eau
- 1998 : Prix spécial du jury au Festival international du film de Toronto pour Full Blast
- 2002 : Prix du meilleur film québécois décerné par la critique pour Yellowknife
- 2008 : Prix du meilleur long métrage canadien au Festival international du film de Toronto pour Lost Song